# David Blaine
David Blaine White  (Brooklyn Nueva York, 4 de abril de 1973) es un ilusionista, escapista y doble de acrobacias estadounidense. Es conocido por los juegos de ilusionismo que realiza, usualmente en las calles rodeado de personas.

## Biografía
Nació en Brooklyn, Nueva York. Su familia era de ascendencia puertorriqueña y ruso-judía. Blaine creció en Nueva Jersey y se interesó en la magia a una corta edad, cuando vio a un hombre realizar unos juegos de cartas en la calle. Su madre, Patrice White, lo apoyó en su interés por la magia. Ella falleció posteriormente, en 1994, producto de un cáncer de ovario.
Blaine comenzó su carrera con magia callejera, haciendo juegos de cartas, levitación, ilusiones con objetos pequeños como monedas y trucos con animales. Blaine salía a las calles junto a un camarógrafo para hacer sus ilusiones frente a personas, logró tener varios especiales en la televisión como David Blaine: Street Magic, David Blaine: Magic Man, y David Blaine: Mystifier.
Luego de los juegos en las calles, se dedicó a actos de resistencia. Una de sus grandes influencias ha sido el ilusionista Harry Houdini.
El 29 de octubre de 2002 publica su libro Mysterious Stranger, donde mezclaba su biografía e historia de la magia. 

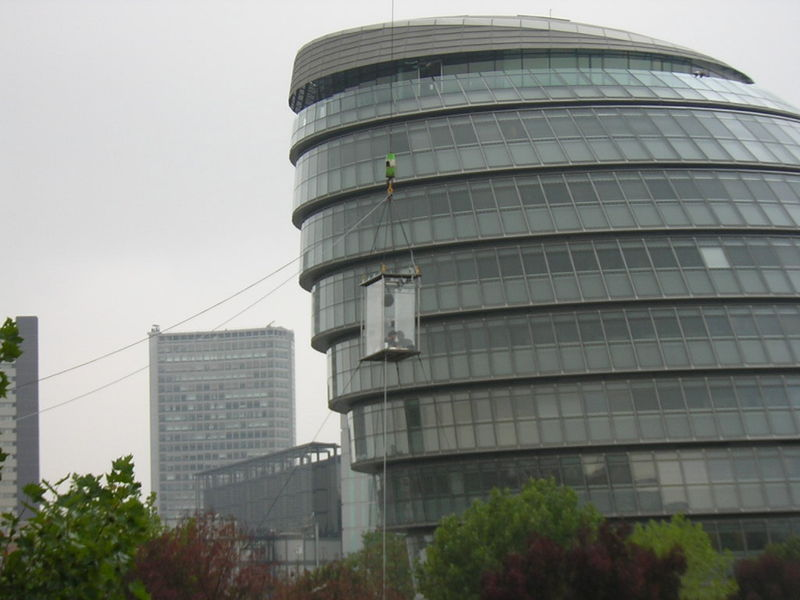
David Blaine suspendido en Londres frente al City Hall en 2003.

En noviembre de 2013 estrenó un especial de televisión titulado Real or Magic a través de la cadena ABC. En el especial, además de hacer juegos de magia a transeúntes, Blaine realizó juegos a diversas celebridades, como Katy Perry, Will Smith, Bryan Cranston, Aaron Paul y Jamie Foxx. También se muestra cómo aprendió y dominó una técnica que le permite regurgitar líquidos a voluntad, inspirado en el ilusionista Hadji Ali.

## Gestas
- El 5 de abril de 1999 fue enterrado vivo, permaneciendo siete días dentro de un féretro de cristal.[3]
- El 27 de noviembre de 2000 permaneció dentro de una estructura de hielo durante 61 h, 40 min y 15 s
- El 22 de mayo de 2002 se mantuvo de pie en una pequeña plataforma de 0.56 m² durante 35 h
- El 5 de septiembre de 2003 estuvo en una cámara transparente durante 44 días encerrado, sin comida, sólo alimentándose de líquidos. La caja transparente fue suspendida a 9 m de altura sobre el río Támesis, frente a la Tower Bridge en Londres, Inglaterra.
- El 1 de mayo de 2006 ingresó a una burbuja en el Lincoln Center de Nueva York, para permanecer sumergido bajo el agua durante 1 semana sin dormir ni ingerir comida sólida. Al final de esta prueba intentó superar el récord mundial de inmersión sin respiración (Apnea Estática), de 8 min 58 s del alemán Tom Sietas, sin embargo no lo consiguió al cronometrar 7 min 8 s. El 30 de abril de 2008, David Blaine tuvo una aparición en The Oprah Winfrey Show, para tratar una vez más romper el Record Guinness. Lo consiguió aguantando su respiración durante 17 minutos y 4 segundos.
- El 22 de septiembre de 2008 permaneció colgado en posición invertida durante 44 h, esto lo realizó sobre Central Park en Nueva York.
- El 2 de septiembre de 2020 utilizando únicamente globos de helio ascendió 24,900 pies de altura desde la superficie terrestre para luego descender en caída libre.